# Caproni Ca.5
Caproni Ca.5 – włoski ciężki bombowiec z okresu I wojny światowej, skonstruowany w firmie Caproni. 

## Powstanie i wersje
Samolot Caproni Ca.5 był oparty na konstrukcji i generalnym układzie udanego bombowca Caproni Ca.3, lecz w stosunku do niego posiadał nieco większe rozmiary. Podobnie jak Ca.3, był to samolot dwupłatowy, zbudowany w oryginalnym układzie trzysilnikowym z dwiema belkami ogonowymi. Jeden silnik znajdował się na końcu centralnej gondoli załogi i napędzał śmigło pchające, a dwa silniki napędzały śmigła ciągnące, które znajdowały się z przodu belek ogonowych. Nowy bombowiec od Ca.3 różnił się przede wszystkim lepiej oprofilowanym nosem kadłuba i podwoziem w układzie klasycznym, zamiast trójpodporowego.
Nowy bombowiec, pod oznaczeniem wojskowym Ca.5 został zamówiony w ilości aż 3650 sztuk. Podstawowa wersja, nosząca oznaczenie fabryczne Ca.44, lub Ca.600 od łącznej mocy silników, była napędzana 3 silnikami rzędowymi Fiat A12bis mocy 200 KM. Silniki te jednak okazały się zawodne i trudne w użytkowaniu. Opracowano także wersje Ca.45 z trzema silnikami Isotta Fraschini V6 i Ca.46 z silnikami Liberty o mocy 400 KM. Wersja Ca.45 była produkowana na licencji we Francji - 150 sztuk zbudowano w zakładach REP (Robert Esnault-Pelterie). Ponieważ samolot nie spełnił oczekiwań, a wojna dobiegła końca, wyprodukowano dla lotnictwa włoskiego jedynie ok. 255 sztuk Ca.5 (w pracach różnych autorów istnieją rozbieżności, odnośnie do wielkości produkcji).

## Służba
Samoloty Caproni Ca.5 weszły na wyposażenie jednostek bombowych lotnictwa włoskiego dopiero w 1918 roku. Pierwsza użyła ich operacyjnie 6 eskadra (6a Squadriglia), która otrzymała je w sierpniu 1918 w miejsce samolotów Ca.3. 27 października 1918 sześciu samolotów użyto w akcji ponad Vittorio Veneto podczas włoskiej ofensywy. Latali na nich także amerykańscy lotnicy we Włoszech i Francji (zestrzelony na Ca.5 Amerykanin, por. Coleman De Witt, został pośmiertnie odznaczony włoskim złotym medalem za dzielność, który otrzymało jedynie 23 lotników).
Po wojnie Ca.5 zostały zastąpione przez Ca.3, których produkcję wznowiono w wersji Ca.36. Podjęto też próby zaadaptowania Ca.5 do roli samolotów pasażerskich.

## Opis techniczny
Trzysilnikowy dwupłatowiec o konstrukcji drewnianej, pokryty płótnem. Układ dwukadłubowy, z gondolą centralną i dwoma belkami ogonowymi, osadzonymi na dolnym płacie. Potrójne usterzenie kierunku. Załoga: 3–4 ludzi w otwartej gondoli – przedni strzelec w nosie kadłuba, za stanowiskiem strzelca dwóch pilotów siedzących obok siebie oraz tylny strzelec – mechanik, zajmujący w czasie walki stanowisko w ochronnej „klatce” przed śmigłem pchającym, stojąc na centralnym silniku. Napęd (Ca.44): trzy silniki rzędowe Fiat A12bis o mocy 200 KM. Podwozie samolotu klasyczne, z płozą ogonową. 
Uzbrojenie obronne stanowiło 2 do 4 karabinów maszynowych Fiat-Revelli kaliber 6,5 mm: 1 na obrotnicy w nosie kadłuba i 1 lub 2, sporadycznie 3 na obrotnicy na „klatce” tylnego strzelca, z polem ostrzału 360 stopni w górnej półsferze. Bomby podwieszane pod kadłubem, ładunek bomb: 530 kg.